# Victor Saúde Maria
Victor Saúde Maria (27. dubna 1939 – 25. října 1999) byl politik Guiney-Bissau.

## Kariéra
Mezi lety 1974 až 1982 byl prvním ministrem zahraničí země. Následně zastával funkci předsedy vlády od 14. května 1982 do 10. března 1984, kdy po mocenském boji s prezidentem João Bernardo Vieirou uprchl do Portugalska, protože se obával popravy bez soudu. Tomu předcházela obviňování z velezrady, která vůči němu často šířil Vieira.
Koncem roku 1990 se vrátil z exilu a o dva roky později založil United Social Democratic Party (PUSD). V roce 1994 opět kandidoval na prezidenta, umístil se na sedmém místě a získal 2,07 % hlasů. Svoji založenou stranu PUSD vedl až do svého zavraždění v roce 1999.
Dne 25. října 1999 byl během atentátu zavražděn.